# Wattpad
Wattpad — онлайн-сообщество для писателей и читателей, в котором пользователи могут размещать статьи, рассказы, фанфики, стихи и романы в режиме онлайн или через приложение «Wattpad». Зарегистрированные пользователи имеют доступ более чем к 10 миллионам книг, а также возможность публиковать свои работы и становиться популярными. Общаться с другими писателями и читателями.
Помимо постоянного архива интернет-библиотеки, регулярно добавляются новые произведения, некоторые доступны для чтения лишь по мере их написания. Wattpad является наиболее широко используемым в следующих странах: США, Канада, Великобритания, Филиппины, Россия, Узбекистан, Киргизия, Украина, Турция и Азербайджан.

## История
Wattpad возник в 2006 году в результате сотрудничества Аллена Лау и Айвана Юэня.
В феврале 2007 года Wattpad объявил о добавлении более 17 000 книг из Проекта «Гутенберг», делая их доступными для пользователей мобильных телефонов. На момент пресс-релиза с июня 2009 мобильное приложение Wattpad было загружено более 5 миллионов раз. В марте 2009 была выпущена версия для iPhone. Это сопровождалось запуском на BlackBerry App World в апреле 2009 года, Google Android в июне 2009 года и Apple iPad в апреле 2010 года.
В России с июня 2025 года Роскомнадзором был ограничен доступ к Wattpad за несоответствие размещённой на платформе информации требованиям российского законодательства.

## Использование
По состоянию на апрель 2014:
- 85 процентов трафика и использования приходится на мобильные устройства;
- Сайт имеет 40 миллионов уникальных посетителей в месяц[10];
- Более 1000 добавленных историй в сутки[11];
- Люди проводят 11 миллиардов минут в месяц на Wattpad;
- Wattpad доступен на более чем 50 языках;

### Новые авторы
Рассказы, получившие наибольшее количество голосов, появляются в разделе «Популярные». Этот список обновляется ежедневно, благодаря просмотрам и голосам других пользователей.
Wattpad также имеет раздел «Рекомендуем» — это список историй, который утвержден сотрудниками и редакцией Wattpad. Многие из этих рассказов написаны профессиональными писателями или писателями, которые интересуются самопубликацией.

### Конкурсы
Wattpad проводит несколько малых конкурсов за год и один главный. Главный ежегодный конкурс называется «Wattys» и проводится с 2010 года. Участие в конкурсе может принять каждый обладатель профиля на Wattpad. Информацию о малых ежемесячных конкурсах на русском языке можно получить в профиле AmbassadorsRU.
Летом 2012 года, в сотрудничестве с Маргарет Этвуд, канадской поэтессой / писателем / литературоведом, был проведен «Attys» — первый крупный стихотворный конкурс, который предлагал возможность поэтам на Wattpad конкурировать друг с другом в одной из двух категорий, либо как «энтузиаст» или как «конкурент».

## Послы
Wattpad Послы (Ambassadors) — это группа пользователей-волонтеров, которые при поддержке редакции Wattpad работают над развитием сообщества. Они запускают общественные инициативы, помогают отвечать на общие вопросы о Wattpad, а также держат пользователей в курсе того, что происходит в сообществе.
По аналогу Ambassadors, зимой 2015 года была основана группа AmbassadorRU — уникальное дискуссионное, информационное и общественное пространство для тех, кто живет в разных странах, но читает или пишет по-русски на Wattpad.

## О компании
Wattpad (зарегистрирован как WP Technology, Inc.) является канадской компанией. В настоящий момент штаб-квартира компании находится на исторической улице г. Торонто — Веллингтон. Команда Wattpad постоянно растет; на начало 2015 года она насчитывала более сотни сотрудников.